# Susanne Busch
Susanne Busch (* 9. Oktober 1970 in Erfurt) ist eine ehemalige deutsche Shorttrackerin.

## Karriere
Susanne Busch bestritt im Dezember 1988 ihren ersten Junioren-Länderkampf mit der DDR gegen die Sowjetunion. Ihr Karriere-Highlight war die Teilnahme an den Olympischen Winterspielen 1998 in Nagano. Im Rennen über 500 m belegte sie den 31. Rang und über 1000 m wurde sie Zwanzigste. Im 3000 m Staffelrennen belegte sie zusammen mit Anne Eckner, Yvonne Kunze und Katrin Weber den 8. Platz.